# Тихомир (село)
Тихомир (болг. Тихомир) — село в Болгарии. Находится в Кырджалийской области, входит в общину Кирково. Население составляет 1 241 человек.

## Политическая ситуация
В местном кметстве Тихомир, в состав которого входит Тихомир, должность кмета (старосты) исполняет Елин Светославов Атанасов (Болгарская социалистическая партия (БСП)) по результатам выборов правления кметства.
Кмет (мэр) общины Кирково —  Шукран Кязим Идриз (Движение за права и свободы (ДПС)) по результатам выборов в правление общины.